# Monte Carlo Is Great
Monte Carlo Is Great – trzeci album polskiego kwartetu wokalnego Vox. Winylowa płyta (w wersji anglojęzycznej) została wydana w 1981 przez Wifon (LP 045).

## Wykonawcy
Grupa Vox:
- Witold Paszt – śpiew
- Ryszard Rynkowski – śpiew
- Jerzy Słota – śpiew
- Andrzej H. Kozioł – śpiew

Muzycy:
- Jerzy Dobrzyński – saksofon tenorowy, instrumenty klawiszowe
- Wojciech Olszewski – instrumenty klawiszowe
- Jerzy Kossacz – instrumenty klawiszowe
- Remigiusz Kossacz – gitara elektryczna i akustyczna
- Wojciech Zalewski – gitara basowa
- Tomasz Pilewski – perkusja, instrumenty perkusyjne

oraz
- "Popelina Brass Section"

## Lista utworów
Strona A
| 1. | "Monte Carlo Is Great" (R. Rynkowski – M. Skolarski, A. Lenard)                  | 4:02  |
|    |                                                                                  |       |
| 2. | "In Your Eyes I Can See Two Skies" (R. Rynkowski – M. Skolarski, A. Poniatowski) | 5:21  |
|    |                                                                                  |       |
| 3. | "Yearnin' For Love" (R. Rynkowski – A. Lenard)                                   | 3:53  |
|    |                                                                                  |       |
| 4. | "I'm Not Gonna Fall Out Of Love" (R. Rynkowski – J. Siemasz)                     | 5:26  |
|    |                                                                                  |       |
|    |                                                                                  | 18:42 |
|    |                                                                                  |       |
Strona B
| 1. | "Banana Song" (R. Rynkowski – M. Skolarski, A. Poniatowski)           | 4:12  |
|    |                                                                       |       |
| 2. | "When In Some Lonely Night" (R. Rynkowski – J. Siemasz)               | 4:44  |
|    |                                                                       |       |
| 3. | "I've Got Trouble On My Mind" (R. Rynkowski – J. Siemasz)             | 2:53  |
|    |                                                                       |       |
| 4. | "Mr. No One" (W. Paszt – M. Skolarski, Z. Bubień)                     | 4:00  |
|    |                                                                       |       |
| 5. | "Have You Ever Been Lonely" (R. Rynkowski – M. Skolarski, J. Siemasz) | 4:53  |
|    |                                                                       |       |
|    |                                                                       | 20:42 |
|    |                                                                       |       |

## Informacje uzupełniające
- Produkcja – Korneliusz Pacuda, Elżbieta Kaczmarska
- Nagrania – Andrzej Poniatowski, Piotr Kubacki
- Zdjęcia – Marek Czudowski, Harry Weinberg
- Projekt graficzny – Andrzej Albin
- Łączny czas nagrań – 39:24